# Trent Buhagiar
Trent Buhagiar (Gosford, 27 de febrero de 1998) es un futbolista australiano, nacionalizado maltés, que juega en la demarcación de extremo para el Käpäz PFK de la Liga Premier de Azerbaiyán.

## Selección nacional
Hizo su debut con la selección de fútbol de Malta el 13 de octubre de 2024 en un partido de la Liga de Naciones de la UEFA 2024-25 contra Moldavia que finalizó con un resultado de 1-0 a favor del combinado maltés tras un gol de Teddy Teuma.

## Clubes
| Club                           | País       | Año       | Partidos | Goles |
| ------------------------------ | ---------- | --------- | -------- | ----- |
| Central Coast Mariners Academy | Australia  | 2014-2016 | 50       | 23    |
| Central Coast Mariners FC      | Australia  | 2016-2018 | 50       | 4     |
| Sydney FC                      | Australia  | 2018-2022 | 74       | 21    |
| Newcastle Jets FC              | Australia  | 2022-2024 | 51       | 12    |
| Brescia Calcio                 | Italia     | 2024-2025 | 2        | 0     |
| Käpäz PFK                      | Azerbaiyán | 2025-     | 14       | 0     |